# Tanytarsus nigricollis
Tanytarsus nigricollis är en tvåvingeart som beskrevs av Maurice Emile Marie Goetghebuer 1939. Tanytarsus nigricollis ingår i släktet Tanytarsus och familjen fjädermyggor. Inga underarter finns listade i Catalogue of Life.